# Перша шлезвізька війна
Пе́рша шле́звізька війна́ (дан. 1. Slesvigske Krig) — у 1848—1850 роках війна між Пруссією й Данією за володіння Шлезвізьким і Гольштейнським герцогствами, пов'язаними особистою унією з данським королівством.

## Назва
- Пе́рша шле́звізька війна́ (дан. 1. Slesvigske Krig) — у данській історіографії.
- Трирі́чна війна́ (дан. Treårskrigen) — у данській історіографії.
- Шле́звіг-гольште́йнська війна́ (нім. Schleswig-Holsteinischer Krieg), або Шле́звіг-гольште́йнське повста́ння (нім. Schleswig-Holsteinische Erhebung) — у німецькій історіографії.

## Привід до війни
Війна була спричинена незадоволенням німецькомовного населення Шлезвіг-Гольштейну асиміляційною політикою Копенгагена. 20 січня 1848 р. помер данський король Кристіан VIII. 28 січня новий король Фредерік VII видав єдину конституцію для цілої держави. Коли урядовці Шлезвігу і Гольштейну виставили свої чисто національні вимоги і король їх відкинув, почалися заворушення серед населення, і 23 березня в Кілі був утворений тимчасовий уряд на чолі з Фрідріхом Августенбурзьким, який звернувся по допомогу до Пруссії. Пруссія запропонувала Данії розв'язати конфлікт мирним шляхом, але Данія на це не погодилась, і почалася війна.

## Перебіг війни
Спочатку шлезвіг-гольштейнська армія мала успіх. Тимчасовий уряд Пруссія визнала, й було ухвалене рішення прийняти герцогства в Німецький союз й надати їм військову допомогу. Одначе данські війська завдали поразки армії герцогств при Бау 9 квітня 1848 року й відкинули їх за річку Айдер. Пруссія мала амбіції об'єднати всі німецькі землі і тому скористалася війною у своїх цілях. Початкові війни сприяло назрівання революцій у німецьких землях. Прусські, саксонські, ганноверські війська під об'єднаним командуванням вступили в межі Данії без формального проголошення війни й мали значний успіх у воєнних діях, перемігши в битві в Шлезвігу 23 квітня 1848 року й окупувавши Ютландію. Тотальна поразка Данії була неминуча, але на боці Данії були великі держави, які почали дипломатичний тиск на Пруссію. Швеція була готова надіслати в Данію військову допомогу. Однак і без того наступ німецьких військ захлинувся без твердого тилу, а панування на морі данського флоту дозволяло добре використовувати передислокацію військ. Крім того, данський флот блокував прусські порти, що приносило великі збитки торгівлі. У липні на допомогу Данії прибула російська ескадра головно з демонстративною метою.
У серпні 1848 р. було підписане перемир'я на сім місяців із взаємними поступками сторін. Коли його термін закінчився, війська німецьких держав у значно більшій кількості, ніж у попередній кампанії, знову вдерлися на територію герцогств.
Бойові дії йшли з перемінним успіхом, і цього разу на морі данський флот уже не домінував. Після
поразки при Кольдінгу 23 квітня 1849 року данська армія перемогла шлезвіг-гольштейнську армію при Фредеріції 5 — 6 липня 1849 року.
Знову було підписане перемир'я, тепер з більшими поступками з боку Данії, однак німецькі війська мали бути виведені. Проте шлезвіг-голштейнські війська продовжували боротьбу, внаслідок чого 1850 року
домовленості про мир між Данією і Пруссією знову були розірвані. 2 липня 1850 р. в Берліні була підписана мирна угода, за якою Данія зберігала свої довоєнні кордони. Проте армія герцогств не здавалася й була розпущена лише 1851 р. Після перемоги данців у найбільшій битві при Істеді 25 липня 1850 року боротьба почала згасати. На зламі 1850—1851 років більше не залишилося надії на те, що Шлезвіг-Гольштейн стане самостійною державою. Після остаточного розгрому шлезвіг-гольштейнської армії Данією та після того, як пруссько-австрійська армія захопила Гольштейн 1851 року задля немовби забезпечення миру, Данія забезпечила собі безперечну владу у Шлезвігу.
1852 року прийнято Лондонський протокол, за яким визнавався суверенітет Данії над обома герцогствами, але з застереженням, що Данія не буде прагнути розірвати зв'язки між Шлезвігом і Гольштейном і не буде перетворювати Шлезвіг на свою провінцію, тісніше його інтегруючи. Лондонський протокол визнали п'ять головних європейських держав — Австрія, Франція, Пруссія, Росія та Велика Британія, а також цей документ підтримала Швеція-Норвегія.